# NGC 15
NGC 15 (другие обозначения — UGC 82, MCG 3-1-27, ZWG 456.35, NPM1G +21.0004, PGC 661) — спиральная галактика (Sa) в созвездии Пегаса.
Этот объект входит в число перечисленных в оригинальной редакции «Нового общего каталога» (NGC).
Галактика была открыта Альбертом Мартом на Мальте 30 октября 1864 с помощью 48-дюймового телескопа, второго по величине в мире на тот момент.
Объект описан в каталоге NGC как «очень тусклый, очень маленький, округлый, ярче в середине». Для визуального наблюдения необходим как минимум 12-дюймовый телескоп.
Галактика выделяется как пассивная (с очень низким темпом звездообразования), благодаря чему её цвет более красный, чем у большинства спиральных галактик, причём это не вызвано поглощением коротковолнового света пылью; она изолирована, не наблюдаются спутники и компаньоны.